# Andrew Nicholson
Andrew Nicholson (Te Awamutu, 1 de agosto de 1961) é um ginete de elite neozelandês, medalhista olímpico do CCE.

## Carreira
Andrew Nicholson representou seu país nos Jogos Olímpicos de 1984, 1992, 1996, 2000, 2004, 2008 e 2012, na qual conquistou no CCE individual a medalha de prata, em 1992 e bronze em 1996 e 2012. 